# سوراشا
سوراشا (به قزاقی: Сораша، سوراشا}} یک دریاچه آب شور در قزاقستان است که در شهرستان ساری‌سو واقع شده‌است.